# Unità previsionali di base
Le unità previsionali di base (UPB) costituiscono la più recente e significativa innovazione apportata ai metodi di redazione del Bilancio dello Stato italiano negli ultimi decenni. 
La loro introduzione risale al 1997 ad opera della cosiddetta Legge Ciampi, la quale si prefiggeva di uniformare la struttura del bilancio statale ai modelli europei in linea con le nuove esigenze di contenimento della spesa pubblica, garantire la trasparenza nei procedimenti della pubblica amministrazione, collegare il sistema degli stanziamenti di bilancio con le responsabilità relative al loro utilizzo. 
Le UPB sono, in pratica, l'unità elementare di bilancio oggetto di approvazione del parlamento e, come prevede la legge stessa, sono individuate in coerenza con i centri di responsabilità di livello generale dei ministeri, in modo tale che ogni dirigente pubblico possa, periodicamente, verificare l'andamento della propria gestione in relazione agli obiettivi stabiliti in termini di entrate ed uscite nel bilancio. Ne consegue che le UPB siano, nelle intenzioni del legislatore, strumento di controllo e responsabilizzazione del management, in modo da avvicinare la gestione dell'azienda pubblica a quella delle aziende private.